# Bob Arum

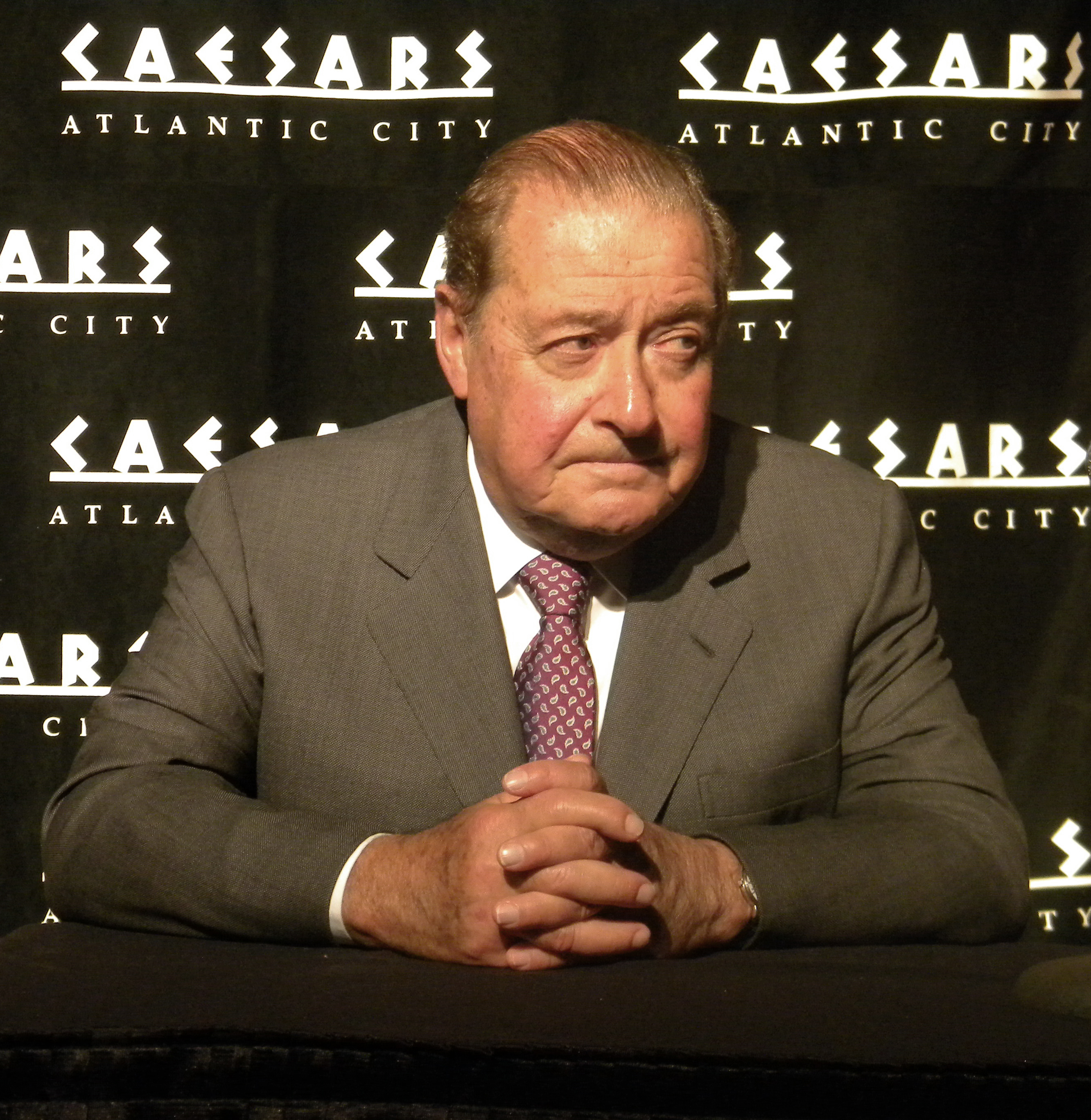
Bob Arum

Robert "Bob" Arum (n. Nueva York; 8 de diciembre de 1931) es un empresario, abogado y promotor de boxeo estadounidense.

## Biografía
Está graduado en leyes en la Universidad de Harvard y trabajó durante varios años en el Departamento de Justicia de los Estados Unidos antes de que se interesara por el boxeo en 1975. Usó su educación en negocios para volverse promotor de boxeo en 1979. Junto a Jabir Herbert Muhammad fundó la empresa promotora Top Rank. Suele organizar combates en Las Vegas, aunque también ha realizado numerosos eventos en Macao. Durante los ochenta tuvo una gran rivalidad con el también promotor Don King.
Junto a King promocionó grandes combates de los ochenta y los noventa como el que enfrentó a Sugar Ray Leonard ante Marvin Hagler, los tres combates entre Thomas Hearns y Marvin Hagler, el tercero que enfrentó a Roberto Durán ante Sugar Ray Leonard, dos entre Roberto Duran y Marvin Hagler, los combates entre Julio César Chávez, ante Meldrick Taylor y Héctor Camacho o entre Óscar de la Hoya ante Félix Trinidad.
También promocionó él mismo combates como Evander Holyfield ante George Foreman, Óscar de la Hoya ante Fernando Vargas, los tres combates entre Manny Pacquiao ante Érik Morales o los tres combates entre Marco A. Barrera y Erik Morales.
Actualmente le lleva la carrera a varias promesas internacionales como los mexicanos Oscar Valdez y Gilberto Ramírez, el puertorriqueño Félix Verdejo y el dos veces medallista de oro en las olimpiadas, el ucraniano Vasyl Lomachenko.
Arum es miembro del Salón Internacional de la Fama del Boxeo desde 1999.